# アスタウンディング新人賞
アスタウンディング新人賞（アスタウンディングしんじんしょう、the Astounding Award for the Best New Writer）は、プロフェッショナルな出版物で過去2年間にデビューしたSF作家またはファンタジー作家から最も優秀な新人作家を選考し表彰する賞である。スポンサーはアナログ誌（旧アスタウンディング誌）の現出版元Dell Magazinesである。候補者選定と受賞者選考はワールドコンを主催している世界SF協会 (World Science Fiction Society, WSFS) が管理するが、実務はその年のワールドコン運営委員会が行う。そして、ワールドコンでのヒューゴー賞授賞式で同時に授賞式を行うが、ヒューゴー賞の一部というわけではない。
その年と前年のワールドコンの参加者は、ヒューゴー賞と同様に候補者を推薦することができる。まず、1月から3月に参加者が予備投票を行い、6人のノミネート作家を選定する。受賞者を決めるための投票はワールドコン開催時期にもよるが、4月から7月に行われることが多い。公称発行部数がある程度あれば、世界のどこで小説が発行されてもその作家は候補となりうる。候補となる資格の最終的な判定はWSFSが行うが、その基準は、1万部以上売れていて、単語当たり6セント、全体で50米ドル以上の対価を得ている作品が出版されている作家、である。
この賞の受賞者と候補者の作品は、1977年までの5年間、ジョージ・R・R・マーティンの編集する New Voices というアンソロジー・シリーズとして出版された（1977-84年）。1996年にノミネートされ1997年に受賞したマイクル・A・バーンスタインなどはこの賞について、本の売れ行きには影響しなかったが、有名な作家や編集者に名前を覚えてもらえる効果があったとコメントしている。受賞者が必ずしもその後SF史に名を残したとは言い難く、資格条件にも起因して、素早く人気が出た作家を表彰しているだけだという批判もある。
1973年から毎年授与されており、2012年までに167人の作家がノミネートされてきた。受賞したのはそのうち41人で、一度だけ2名が同時受賞したことがある。47人が2年連続でノミネートされ、そのうち15人が2年目で受賞している。
旧名称「ジョン・W・キャンベル新人賞」に冠されていたジョン・W・キャンベルはSF編集者兼作家で、アスタウンディング誌/アナログ誌で編集長を務めたことでSF黄金時代を築くことに大きな役割を果たしたが、当時より差別的な言動や編集方針で知られていた人物であった。2019年の受賞者ジャネット・ウンがこのことに触れた受賞スピーチを行ったことを受けて、2020年より賞の名称から彼の名を外すこととなった。

## 受賞者一覧
- 年度は授賞年（選考対象となった作品の刊行年ではない）。
- この賞は人物を対象としており、特定の作品を表彰するものではなく、公式記録にも作品名は記載されない。ここでは、対象期間に出版された主な作品を挙げている。長篇も短編も挙げているが、全作品を網羅しているわけではない。
- アスタリスク (*) がある受賞者は、2年連続でノミネートされ、2年目で受賞した者である。プラス記号 (+) は、得票が同点となって同時受賞した者を示している。

  *   2年連続ノミネートされ、2年目に受賞
  +   同時受賞
| 年   | 作家                                | 対象期間中の主な作品（群）                                                           | 脚注   |
| ---- | ----------------------------------- | ------------------------------------------------------------------------------------ | ------ |
| 1973 | ジェリー・パーネル                  | "Peace with Honor"（『宇宙の傭兵たち』第一部）、『デイヴィット王の宇宙船』           | [ 11 ] |
| 1974 | スパイダー・ロビンスン+             | "The Guy with the Eyes"                                                              | [ 12 ] |
| 1974 | リサ・タトル*+                      | "Stranger in the House"                                                              | [ 13 ] |
| 1975 | P・J・プロージャー*                 | "Epicycle"                                                                           | [ 14 ] |
| 1976 | トム・リーミイ                      | 「トウィラ」、「サンディエゴ・ライトフット・スー」                                   | [ 15 ] |
| 1977 | C・J・チェリイ                      | Gate of Ivrel                                                                        | [ 16 ] |
| 1978 | オースン・スコット・カード          | 「エンダーのゲーム」（短編版）                                                       | [ 17 ] |
| 1979 | ステファン・ドナルドソン*           | 『破滅の種子』                                                                       | [ 18 ] |
| 1980 | バリー・B・ロングイヤー*            | 「第二の法」「わが友なる敵」                                                         | [ 19 ] |
| 1981 | ソムトウ・スチャリトカル*           | "Sunsteps"                                                                           | [ 20 ] |
| 1982 | アレクシス・A・ギリーランド         | The Revolution from Rosinante, Long Shot for Rosinante                               | [ 21 ] |
| 1983 | ポール・O・ウィリアムズ*            | The Breaking of Northwall, The Ends of the Circle                                    | [ 22 ] |
| 1984 | ロバータ・マカヴォイ                | 『黒龍とお茶を』                                                                     | [ 23 ] |
| 1985 | ルーシャス・シェパード              | "The Taylorsville Reconstruction"                                                    | [ 24 ] |
| 1986 | メリッサ・スコット*                 | 『遥かなる賭け』                                                                     | [ 25 ] |
| 1987 | カレン・ジョイ・ファウラー*         | "Recalling Cinderella", "Face Value"                                                 | [ 26 ] |
| 1988 | ジュディス・モフィット              | "Surviving", Pennterra                                                               | [ 27 ] |
| 1989 | ミカエラ・ロスナー                  | Walkabout Woman                                                                      | [ 28 ] |
| 1990 | クリスティン・キャスリン・ラッシュ* | "Sing"                                                                               | [ 29 ] |
| 1991 | ジュリア・エックラー                | "The Music Box", The Kobayashi Maru                                                  | [ 30 ] |
| 1992 | テッド・チャン                      | 「バビロンの塔」、「理解」                                                           | [ 31 ] |
| 1993 | ローラ・レズニック*                 | "No Room for the Unicorn"                                                            | [ 32 ] |
| 1994 | エイミー・トムスン                  | 『ヴァーチャル・ガール』                                                             | [ 33 ] |
| 1995 | ジェフ・ヌーン                      | 『ヴァート』                                                                         | [ 34 ] |
| 1996 | デイヴィッド・ファインタック*       | 『大いなる旅立ち』、『チャレンジャーの死闘』                                         | [ 35 ] |
| 1997 | マイクル・A・バーンスタイン*        | 「理想の教室」                                                                       | [ 36 ] |
| 1998 | メアリ・ドリア・ラッセル            | The Sparrow                                                                          | [ 37 ] |
| 1999 | ナロ・ホプキンスン                  | Brown Girl in the Ring                                                               | [ 38 ] |
| 2000 | コリイ・ドクトロウ                  | 「クラップハウンド」                                                                 | [ 39 ] |
| 2001 | クリスティン・スミス*               | Code of Conduct                                                                      | [ 40 ] |
| 2002 | ジョー・ウォルトン*                 | The King's Peace                                                                     | [ 41 ] |
| 2003 | ウェン・スペンサー*                 | 『エイリアン・テイスト』                                                             | [ 42 ] |
| 2004 | ジェイ・レイク                      | "Into the Gardens of Sweet Night"                                                    | [ 43 ] |
| 2005 | エリザベス・ベア                    | 『HAMMERED—女戦士の帰還—』                                                           | [ 44 ] |
| 2006 | ジョン・スコルジー                  | 『老人と宇宙』                                                                       | [ 45 ] |
| 2007 | ナオミ・ノヴィク                    | 『気高き王家の翼』                                                                   | [ 46 ] |
| 2008 | メアリ・ロビネット・コワル          | "Portrait of Ari"                                                                    | [ 47 ] |
| 2009 | デイヴィッド・アンソニー・ダーラム* | Acacia: The War with the Mein                                                        | [ 48 ] |
| 2010 | ショーニン・マグワイア              | Rosemary and Rue                                                                     | [ 49 ] |
| 2011 | レヴ・グロスマン                    | The Magicians                                                                        | [ 50 ] |
| 2012 | E・リリー・ユー                     | 「地図作るスズメバチと無政府主義のミツバチ」                                         |        |
| 2013 | ムア・ラファティ*                   | "1963: The Argument Against Louis Pasteur"                                           |        |
| 2014 | ソフィア・サマター                  | 『図書館島』                                                                         |        |
| 2015 | ウェズリー・チュウ*                 | The Lives of Tao                                                                     |        |
| 2016 | アンディ・ウィアー*                 | 『火星の人』                                                                         |        |
| 2017 | エイダ・パーマー                    | Too Like the Lightning                                                               |        |
| 2018 | レベッカ・ローンホース              | 「本物のインディアン体験™️へようこそ」"Welcome to Your Authentic Indian Experience™" |        |
| 2019 | ジャネット・ウン                    | Under the Pendulum Sun                                                               |        |
| 2020 | R・F・クァン                        | The Poppy War                                                                        | [ 51 ] |
| 2021 | エミリー・テシュ                    | Silver in the Wood                                                                   | [ 52 ] |
| 2022 | シェリー・パーカー＝チャン          | She Who Became the Sun                                                               | [ 53 ] |